# Krępa
Krępa (tyska: Krampe) är en by i Västpommerns vojvodskap i nordvästra Polen, belägen 14 km sydväst om staden Białogard. Krępa hör till landskommunen Gmina Białogard i distriktet Powiat białogardzki.

## Historia
Krępa tillhörde tidigare den preussiska provinsen Pommern. Byn kom år 1788 i officeren Otto Bogislaff von Kleists ägo. Efter Tysklands nederlag i andra världskriget 1945 hamnade orten öster om Oder-Neisse-linjen och tillföll Polen.